# Auwiesen Zickenbachtal

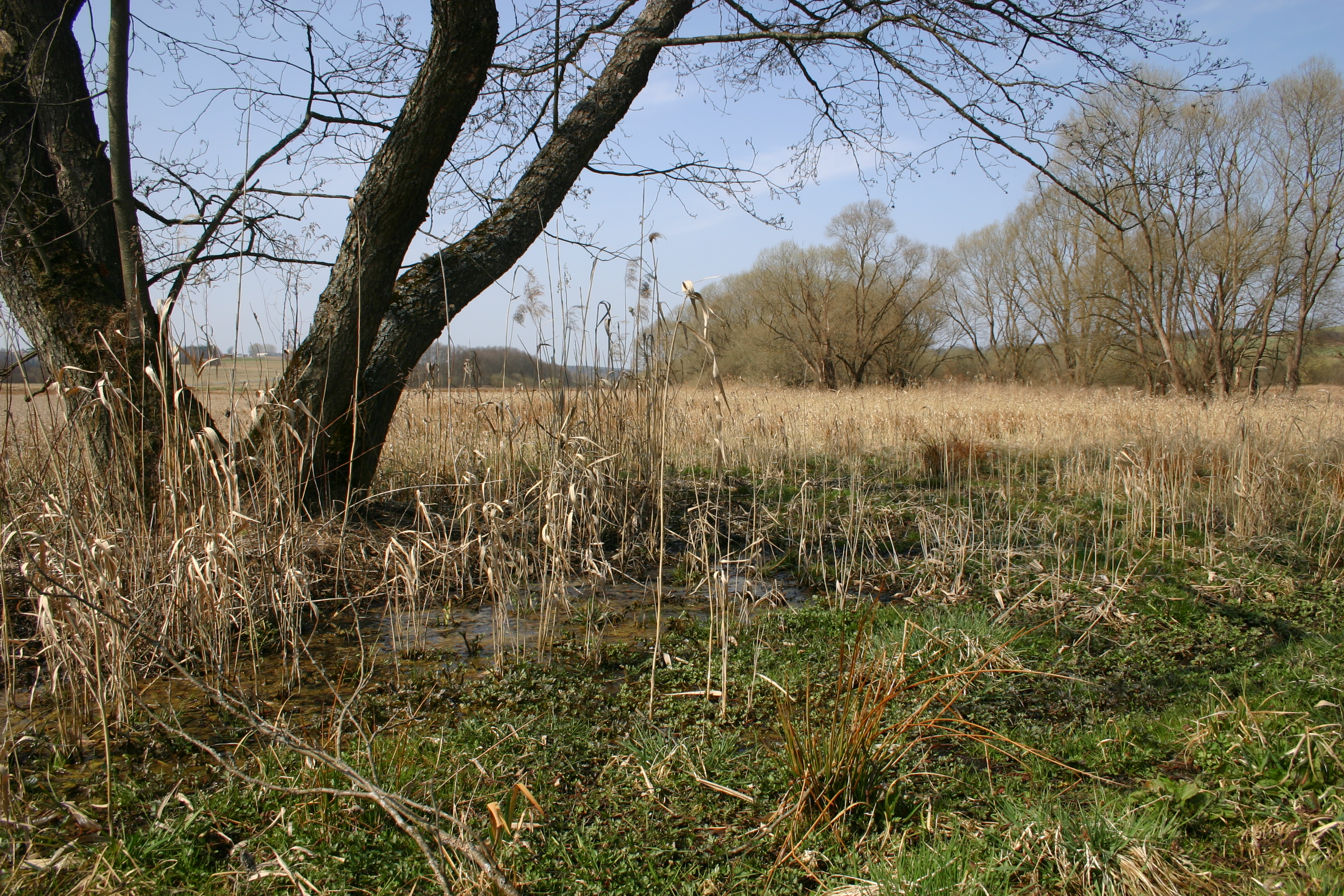
Flachmoor am Zickenbach im März

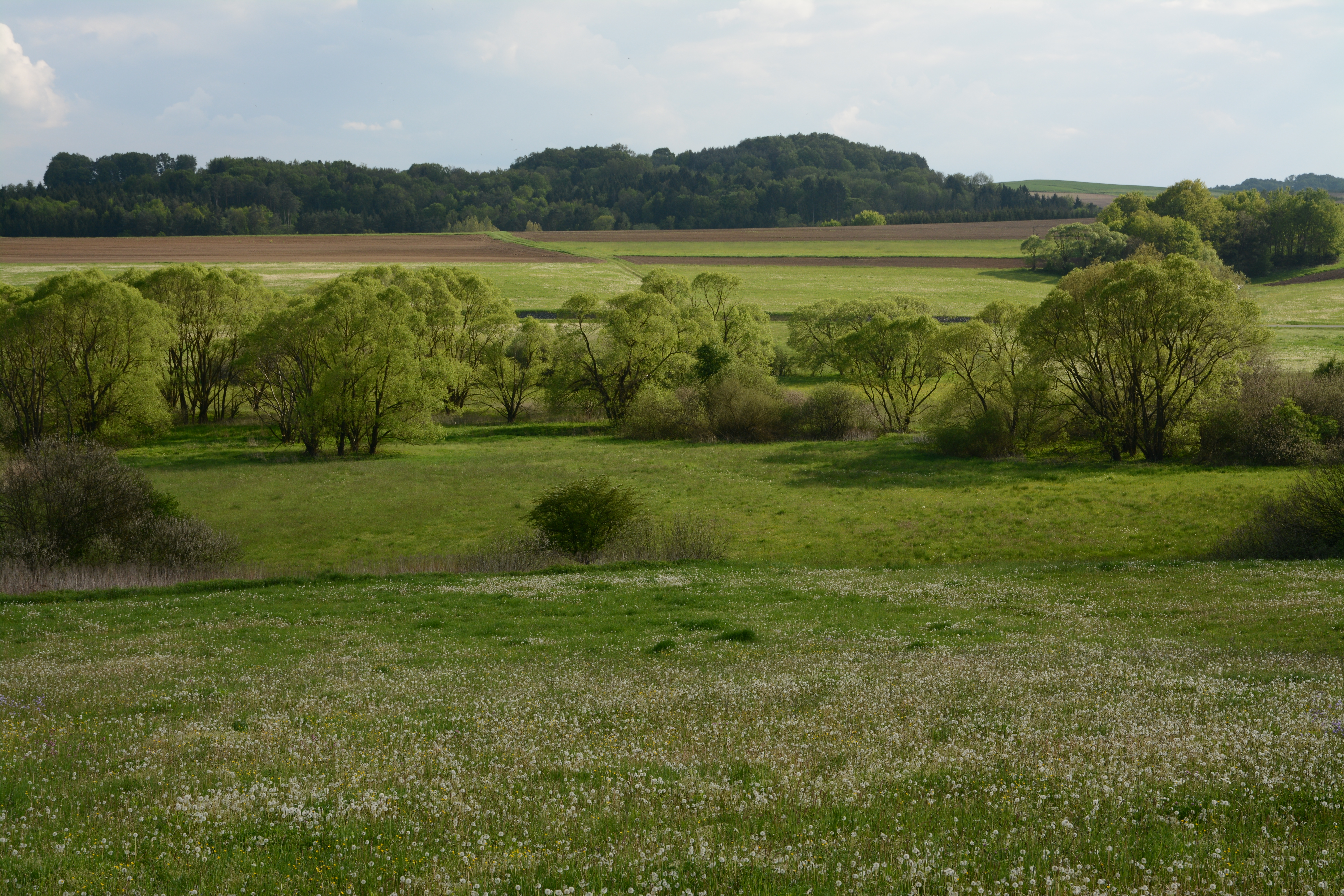
Flachmoor am Zickenbach im April

Die Auwiesen Zickenbachtal sind ein Naturschutzgebiet in Österreich.

## Geografie
Die vom Zickenbach durchflossenen Feuchtwiesen zwischen den Orten Heugraben (kroat. Žarnovica), Eisenhüttl (kroat. Jezerjani) und Rohr im Burgenland wurden 1991 unter Naturschutz gestellt. Bei den Auwiesen Zickenbachtal handelt es sich um ein Niedermoor, das mit einer Fläche von 42 ha das größte Niedermoorgebiet in Österreich ist. Das Gebiet ist heute auch ein Natura-2000- und Europaschutzgebiet. Das Moor ist laut verschiedener Probebohrungen rund 13 Meter mächtig und hat ein Alter von etwa 10.000 Jahren.

## Fauna und Flora
In und um die Auwiesen werden Galloway- und Aberdeen-Angus-Ochsen gehalten, was für den Boden besser als Ackerbau sein soll. Das Fleisch wird als 'Zickentaler Moorochse' verkauft. Die Asch-Weiden finden dort gute Wachstumsbedingungen vor und müssen alle paar Jahre geschnitten werden, damit die Wiesen erhalten bleiben.